# SB-399,885
SB-399885 je lek koji se koristi u naučnim istraživanjima. On deluje kao potentan, selektivan i oralno aktivan antagonist 5-6 receptora, sa  od 9,0 nM. SB-399885 i drugi 5-HT6 antagonisti pokazuju nootropne efekte u životinjskim studijama, kao i antidepresivne i anksiolitičke efekte koji su uporedivi i sinergistički sa drugim lekovima kao što su imipramin i diazepam. Oni potencijalno mogu da služe kao tretmani za kognitivne poremećaje, kao što je šizofrenija i Alchajmerova bolest.